# Euphorbia lecheoides
Euphorbia lecheoides är en törelväxtart som beskrevs av Charles Frederick Millspaugh. Euphorbia lecheoides ingår i släktet törlar, och familjen törelväxter.
Artens utbredningsområde är Bahamas. Inga underarter finns listade i Catalogue of Life.